# Сорнев, Степан Николаевич
Степа́н Никола́евич Сорнев (1864—1933) — русский общественный деятель и политик, член IV Государственной думы от Минской губернии.

## Биография
Родился в 1864 году. Происходил из дворянского рода Сорневых, Смоленской губернии.
В 1888 году окончил юридический факультет Московского университета и начал службу в Московском губернском правлении делопроизводителем.
Был землевладельцем Рославльского уезда (233 десятины при имении Якимовичи). Состоял непременным членом Рославльского уездного по крестьянским делам присутствия, служил земским начальником 1-го участка Рославльского уезда (1890—1902). Избирался гласным Смоленского губернского земского собрания (1896—1898). 
В 1897—1904 годах неоднократно исполнял должность Тамбовского вице-губернатора. В декабре 1898 года был назначен советником Тамбовского губернского правления и занимал эту должность в течение семи лет, состоя одновременно казначеем и директором Тамбовского попечительства детских приютов. В 1905 году был избран пожизненным почетным членом Тамбовского губернского попечительства детских приютов и причислен к Собственной Е. И. В. канцелярии по ведомству учреждений императрицы Марии.
В 1905 году был назначен Мозырским уездным, а в 1907 году — Минским уездным предводителем дворянства. В конце 1916 года был избран Минским губернским предводителем дворянства. Кроме того, состоял почетным мировым судьей Минского уезда, председателем уездной землеустроительной комиссии и членом-секретарем правления Минского отделения Общества повсеместной помощи пострадавшим на войне солдатам и их семьям. Дослужился до чина действительного статского советника (1911).
В 1912 году был избран в члены Государственной думы от 1-го и 2-го съездов городских избирателей Минской губернии. Входил во фракцию русских националистов и умеренно-правых (ФНУП), после её раскола в августе 1915 года — в группу сторонников П. Н. Балашова. Состоял членом комиссий: по запросам, о торговле и промышленности, по городским делам, земельной и финансовой.
В Первую мировую войну состоял членом Комитета передовых санитарно-питательных отрядов Всероссийского национального союза.
В дни Февральской революции был в отпуске в Минске, затем жил в имении Якимовичи. В июле 1917 года сообщил в Петроград, что Якимовичский волостной исполнительный комитет призвал крестьян захватывать землю и инвентарь у землевладельцев, а местная власть этому не препятствует. В октябре 1917 волостной исполком разрешил местным крестьянам рубить принадлежавший Сорневу лес.
В эмиграции жил в Югославии. Умер 11 ноября 1933 года в Нише.
Был женат на Лидии Николаевне Шустовой, имел двух дочерей.

## Награды
- Орден Святой Анны 3-й ст. (1897);
- Орден Святого Станислава 2-й ст. (1901);
- Орден Святой Анны 2-й ст. (1905);
- Орден Святого Владимира 4-й ст. (1907);
- Орден Святого Владимира 3-й ст. (1916).
- Медаль «В память царствования императора Александра III»
- Медаль «За труды по первой всеобщей переписи населения»
- Медаль Красного Креста «В память русско-японской войны»
- Знак отличия «за труды по землеустройству»
- Медаль «В память 300-летия царствования дома Романовых»